# Devil in Me
Devil in Me è un singolo di Purple Disco Machine in collaborazione con Joe Killington e Duane Harden, pubblicato il 21 luglio 2017 ed estratto dall'album di debutto Soulmatic.

## Video musicale
Il video è stato pubblicato il 20 agosto 2017.

## Tracce
1. Devil in Me (feat. Joe Killington e Duane Harden) – 3:20

## Nella cultura di massa
Il brano Devil in Me è stato utilizzato come sigla della serie di RTL Television, con protagonista Daniel Donsoy, Sankt Maik.

## Classifiche
| Classifica (2017-2018) | Posizione massima |
| ---------------------- | ----------------- |
| Belgio (Vallonia)      | 80                |
| Francia                | 88                |